# Lars
Lars ist die skandinavische Kurzform des Vornamens Laurentius, als volkstümliche Form dort auch Lasse. Unabhängig davon ist Lars auch ein etruskischer Name, dessen Etymologie allerdings ungeklärt ist.

## Herkunft und Bedeutung
Lars ist die skandinavische Kurzform des deutschen Namens Lorenz, welcher wiederum auf den lateinischen Namen Laurentius zurückgeht. Dabei ist Laurentius höchstwahrscheinlich eine Ableitung zum Ortsnamen Laurentum in der Nähe von Rom. Dagegen beruht die Verbindung mit dem lateinischen Wort laurus ‚Lorbeer‘ auf einer Volksetymologie.

## Namensträger

### Etruskischer Name
- Lars Porsenna, etruskischer König
- Lars Tolumnius, etruskischer König

### Skandinavischer Name
- Lars Balk (* 1996), niederländischer Hockeyspieler
- Lars Becker-Larsen (* 1957), dänischer Dokumentarfilmemacher
- Lars Bender (* 1989), deutscher Fußballspieler
- Lars Berger (* 1979), norwegischer Biathlet
- Lars Bock (* 1955), dänischer Handballer
- Lars Bom (* 1961), dänischer Schauspieler
- Lars Bökenkröger (* 1974), deutscher Politiker (CDU), Bürgermeister von Bad Oeynhausen
- Lars Börgeling (* 1979), deutscher Stabhochspringer
- Bürger Lars Dietrich (* 1973), deutscher Musiker, Komiker und Schauspieler
- Lars Edegran (* 1944), schwedischer Jazzmusiker
- Lars Eidinger (* 1976), deutscher Schauspieler
- Lars Erbst (* 1994), deutscher Fußballschiedsrichter
- Lars Feld (* 1966), deutscher Wirtschaftspolitikprofessor
- Lars Funke (* 1972), deutscher Eisschnellläufer
- Lars Gustafsson (1936–2016), schwedischer Schriftsteller
- Lars Haltbrekken (* 1971), norwegischer Naturschutzaktivist und Politiker
- Lars Hansen (1869–1944), norwegischer Schriftsteller
- Lars Bo Hansen (* 1968), dänischer Schachspieler
- Lars Jessen (* 1969), deutscher Regisseur
- Lars Jørum, norwegischer Handballschiedsrichter
- Lars Kamp (* 1996), deutscher Basketballspieler
- Lars Karlsson (* 1955), schwedischer Schachspieler
- Lars Kaufmann (* 1982), deutscher Handballspieler
- Lars Klingbeil (* 1978), deutscher Politiker (SPD)
- Lars Koltermann (* 1972), deutscher Rudertrainer, Sportfunktionär und Rechtsanwalt
- Lars Korten (* 1972), deutscher Schauspieler
- Lars Korvald (1916–2006), norwegischer Ministerpräsident
- Lars Koslowski (* 1971), deutscher Tennisspieler
- Lars Kuckherm (* 1993), deutscher Poolbillardspieler
- Lars Larsen (1948–2019), dänischer Unternehmer
- Lars Bay Larsen (* 1953), dänischer Jurist
- Lars-Erik Larsson (1908–1986), schwedischer Komponist
- Lars Gunnar Lie (1938–2025), norwegischer Politiker
- Lars Lönnkvist (* 1957), schwedischer Orientierungsläufer
- Lars Merseburg (* 1975), deutscher Schwimmer
- Lars Müller (* 1955), norwegischer Grafiker und Verleger
- Lars Müller (* 1976), deutscher Fußballspieler
- Lars Müller (* 1977), deutscher Eishockeyspieler
- Lars Müller-Marienburg (* 1977), deutsch-österreichischer evangelisch-lutherischer Geistlicher
- Lars Nieberg (* 1963), deutscher Springreiter
- Lars Norén (1944–2021), schwedischer Lyriker, Dramatiker und Regisseur
- Lars Ohly (* 1957), schwedischer Politiker
- Lars Olsen (* 1961), dänischer Fußballspieler, -trainer
- Lars Olsson (* 1932), schwedischer Skilangläufer
- Lars Olsson (* 1944), schwedischer Skirennläufer
- Lars-Christer Olsson (* 1950), schwedischer Fußballfunktionär
- Lars-Göran Petrov (1972–2021), schwedischer Metal-Sänger
- Lars Reichow (* 1964), deutscher Kabarettist und Entertainer
- Lars Ricken (* 1976), deutscher Fußballspieler
- Lars Riedel (* 1967), deutscher Leichtathlet
- Lars Harald Riiber, norwegischer Poolbillardspieler
- Lars Rösti (* 1998), Schweizer Skirennläufer
- Lars Schandorff (* 1965), dänischer Schachspieler
- Lars Schlecker (* 1971), deutscher Unternehmer
- Lars Söderdahl (* 1964), schwedischer Schauspieler
- Lars Steinhöfel (* 1986), deutscher Schauspieler
- Lars Stindl (* 1988), deutscher Fußballspieler
- Lars Teutenberg (* 1970), deutscher Radrennfahrer
- Lars Tönsfeuerborn (* 1990), deutscher Podcaster
- Lars von Trier (* 1956), dänischer Regisseur
- Lars-Göran Ulander (* 1943), schwedischer Jazzmusiker, Hörfunkjournalist und Musikproduzent
- Lars Ulrich (* 1963), dänischer Schlagzeuger
- Lars Unnerstall (* 1990), deutscher Fußballspieler
- Lars Vilks (1946–2021), schwedischer Künstler
- Lars Vogt (1970–2022), deutscher Pianist und Dirigent
- Lars Weiss (* 1971), dänischer Politiker (Socialdemokratiet)
- Lars Weström (* 1971), deutscher Schauspieler
- Lars Windhorst (* 1976), deutscher Unternehmer

## Lars in bekannten Werken
- Lars, der kleine Eisbär, Comic-Film sowie eine Kinderbuchreihe mit Bildern.
- Die Hauptfigur in der Tragikomödie Lars und die Frauen  (Kinofilm, USA 2007).